# Sogno di una notte d'estate (film 1983)
Sogno di una notte d'estate è un film del 1983 diretto da Gabriele Salvatores. 
Si tratta del primo lungometraggio diretto da Salvatores, che realizza una trasposizione cinematografica della commedia Sogno di una notte di mezza estate di Shakespeare in un'ambientazione contemporanea.
La colonna sonora è stata realizzata da Mauro Pagani.

## Trama
Lombardia: una coppia di borghesi va a celebrare le proprie nozze in una grande villa di pianura, ove più tardi verranno raggiunti da quattro giovani. Poco lontano, in un rustico, alcuni residenti del paese tentano di allestire una recita con cui omaggiare i due sposi.  Frattanto, sempre nelle vicinanze, vivono folletti ed elfi che popolano boschi e grotte della zona, e che renderanno movimentata la permanenza in loco dei sopracitati.

## Produzione

### Riprese
Il film è stato girato in gran parte a Villa Arconati di Castellazzo di Bollate.